# Trois mondes
Trois mondes ((dansk) Tre verdener) er fransk film der udkom i 2012 instrueret af Catherine Corsini.

## Synopsis
Al (Raphaël Personnaz) er en ung mand, der har det hele. Han står overfor at skulle giftes med chefens datter, han er blevet kompagnon i svigerfars bilhandel og alt tegner lyst. Men så er han i byen med vennerne, som også er ansat hos hans svigerfar, og på vejen hjem, hvor han i beruset tilstand kører i en firmabil, kører han en mand ned. Og stikker af. Den unge kvinde Juliette (Clotilde Hesme) har set optrinnet fra sin lejlighed. Da myndighederne ikke ser ud til, at ville gøre noget beslutter hun sig for, at finde ofrets famillie. Al er i mellemtiden ved at gå op i limningen, til fortrydelse for sine kammerater, der jo også er i suppedasen for at være stukket af fra et gerningssted. Imens har Juliette fundet både ofret og hans kone, der viser sig at være Makedonere, der opholder sig illegalt i Frankrig. Hun beslutter sig også for at finde gerningsmanden. Hvilket fører til at hun bliver mere og mere indfiltret i disse menneskers liv, deraf navnet på filmen.

## Skuespillere
- Raphaël Personnaz - Al
- Clotilde Hesme - Juliette
- Arta Dobroshi - Vera
- Reda Kateb - Franck
- Alban Aumard - Martin
- Adèle Haenel - Marion
- Jean-Pierre Malo - Testard
- Laurent Capelluto - Frédéric
- Radivoje Bukvic - Adrian